# Smagssans
Smagssansen er kombinationen af smagsstoffers registrering via smagsløg, der sidder på tungen, og som sender impulser til smagscenteret i hjernen.
Mennesket har traditionelt 5 sanser: følesansen, synet, hørelsen, lugtesansen og smagssansen. En af de sværeste at definere er smagssansen, da vores opfattelse af smag ikke kun frembringes ved påvirkning af smagsløgene, men også i høj grad af en kombination af synsindtryk, madens konsistens, madens temperatur, vores humør osv. 
Smagssansen har tillige en udtalt samordning med lugtesansen i pandelappen, hvilket er med til at give smagsoplevelsen flere nuancer, da mennesket kan opfatte en del flere lugte- end smagsstoffer.
Der har gennem tiderne været opstillet mange teorier for, hvilke smagskomponenter der findes. I 1592 opstilledes en teori med 9 forskellige smagskomponenter: salt, flov, bitter, fedtet, harsk, skarp, stikkende, sød og sur. I 1751 blev denne teori lavet lidt om af Linné, der havde 11 forskellige komponenter: sød, sur, bitter, flov, salt, skarp, fedtet, astringerende, klæbrig, vandet og kvalmende. I 1910 mente Wilhelm Wundt, en tysk filosof og psykolog, at der fandtes en alkalisk og en metallisk smag, men i 1924 opstilledes teorien, illustreret af smagstetraederet, som også i dag anvendes: Teorien om de fire smagskomponenter: sødt, salt, surt og bittert. I 2001 kom den femte smag umami med. Det menes, at alle andre smage kan lokaliseres på stregerne mellem de fem komponenter i tetraederet, dette er dog en noget simplificeret fremstilling.

## Anatomi
Smagsstofferne bliver registreret af smagsløgene på tungen og i svælget. Smagsløg er små løgformede "sække", hvor der sidder nogle sanseceller med forskellige kemoreceptorer.
Smagsløgene er specialiserede, hvilket vil sige, at hvert smagsløg kun kan opfange en smag. 
Forrest på tungen er der flest af de smagsløg, der opfanger sødt og salt, mens bittert og surt hovedsageligt opfanges bagerst på tungen.
Smagssansens receptorer, der er G-protein-koblede receptorer - GPCR,  proteiner som findes i smagsløgenes celler – påvirkes af kemiske forbindelser (derfor kaldes de også kemoreceptorer). Evnen til at smage salt skyldes frie natrium-ioner, som findes i saltopløsninger. Sur smag kommer af hydrogen-ioner (H+). Den søde smag fremkaldes af en række forskellige stoffer, hovedsageligt simple sakkaridforbindelser, f.eks. sukker. Mekanismen bag den bitre smag er blevet koblet til 25 GPCR-varianter benævnt T2R/TAS2R.
Når receptorcellerne opfanger et signal, opstår der en elektrisk impuls i dem, der starter en bølge – et signal, der "løber" med op til 200 km i timen op til hjernen. 

Signalerne føres via tre forskellige kranienerver: n. facialis, n. glossopharyngeus og n. vagus. 
N. facialis innerverer den største del af tungen (forreste 2/3). Signalet føres via den gren, som hedder Chorda tympani. Den bagest 1/3 af tungen innerveres af n. glossopharyngeus, og smagsløgene på forsiden af epiglottis (strubelåget) føres via n. vagus.
 Nervebanerne løber til medulla oblongata, hvorfra banerne projekteres til thalamus, hvor banerne igen projicerer videre til det primære smagscortex i insula. Insula er et cortikalt område af neocortex, som findes i bunden af lateralfuren (sulcus lateralis).

Insula har igen vigtige baner til den orbitofrontale cortex i pandelappen. Den orbitofrontale cortex har også stor betydning for lugtesansen, og det er grunden til det tætte forhold mellem smags- og lugteindtryk. Samordningen mellem de to sanser er med til at give smagsindtrykkene flere nuancer og er samtidig grunden til, at vi mister meget af vores smagssans, når næsen tilstoppes, f.eks. ved forkølelse.

## Neurologisk betydning
I klinisk neurologi undersøges der ikke rutinemæssigt for smagsforstyrrelser. Undersøgelsen har kun sjældent diagnostisk betydning, og smagsforstyrrelserne vil ikke udgøre et større handicap for patienten.
Undersøgelsen udføres ved, at patienten rækker tungen ud, og der stimuleres med et smagsstof forskellige steder på tungen. Bitter smag er særlig anvendelig, dog må smagsstoffet ikke have en stærk lugt, som stimulerer n. olfactorius (lugtesansen), eller virke lokalt irriterende, hvilket kan stimulere n. trigeminus. Påførelsen gøres nemmest ved at dyppe en vatpind i en flydende opløsning, vatpinden stryges over tungen i lateral-dorsal retning.
Undersøgelse af tungens forreste del kan bruges ved perifer facialisparese til at afgøre, om påvirkningen ligger før eller efter afgangen af chorda tympani. Undersøgelse af tungens bageste del kan bruges til at vurdere n. glossopharyngeus.

## Eksterne links og henvisninger
1. ↑  This Fungus Contains The Most Bitter Substance Known to Humankind. Science Alert 2025

- Are You a Supertaster? Livescience
- Moos T & Møller M: "Basal neuroanatomi – Centralnervesystemets anatomi". FADL's forlag, KBH 2006.
- Paulson OB, Gjerris F & Sørensen PS (Red.): "Klinisk neurologi og neurokirurgi. FADL's forlag, KBH 2004.